# جمعية الشبان المسيحيين

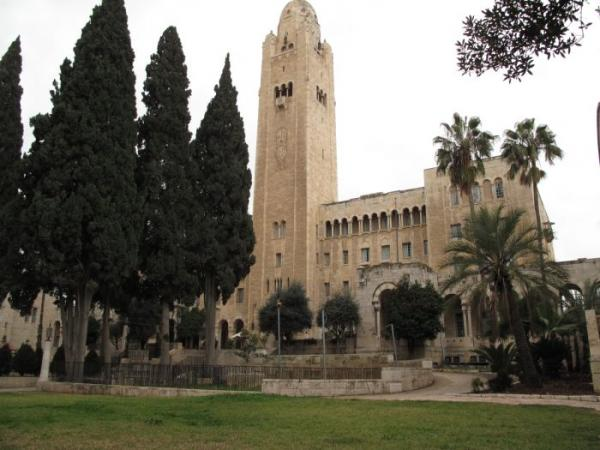
مبنى جمعية الشبان المسيحيين في مدينة القدس.

جمعية الشبان المسيحيين ويُطلق عليها (بالإنجليزية: YMCA)‏ اختصار لـ Young Men's Christian Association، هي مؤسسة عالمية مسيحية لديها أكثر من 45 مليون عضو وتنتشر في 125 بلد، وهي أقدم وأكبر مؤسسة خيرية للشباب في العالم. تأسست في لندن عام 1844 من قِبل جورج وليامز عن طريق اتحاد الكنائس وبعد ذلك تأسست في الولايات المتحدة عام 1851، وانتشرت في كافة أرجاء العالم بعد ذلك. تهدف لنشر الوعى والثقافة والأخلاق والقيم المسيحية في أوساط الشباب، وتُقيم برامج عدة منها الرياضية بالإضافة إلى المعسكرات الصيفية. الجمعية لا تهتم للدين الشخصي وبإمكان أي شخص بغض النظر عن معتقداته الدينية الاشتراك في نشاطاتها. بالمقابل نشأت جمعية الشابات المسيحيات في إنجلترا وأمريكا في القرن التاسع عشر.
منذ نشأتها، نمت جمعية الشبان المسيحيين بسرعة وأصبحت في النهاية حركة عالمية تأسست على مبادئ حركة العضلات المسيحية، وهي حركة تعني الالتزام المسيحي في التقوى والصحة البدنية، والمستندة على العهد الجديد، والتي نادت إلى التقوى والصحة البدنية. كانت جمعية الشبان المسيحيين مؤثرة للغاية خلال عقد 1870 وعقد 1930، وخلال هذه الأوقات روجت بنجاح «المسيحية الإنجيلية في خدمات أيام الأسبوع والأحد، مع تعزيز الروح الرياضية الجيدة في المسابقات الرياضية في الصالات الرياضية التابعة لها (حيث تم اختراع كرة السلة والكرة الطائرة) وحمامات السباحة». يُذكر أنَّ القس جيمس نايسميث مخترع كرة السلة عمل في التعليم البدني في مدرسة تدريب جمعية الشبان المسيحيين في سبرينغفيلد، في حين كان ويليام جورج مورغان العامل في مجال التربية البدنية في جمعية الشبان المسيحيين مخترع الكرة الطائرة.
لدى جمعية الشبان المسيحيين فروع كثيرة في الشرق الأوسط.